# Choirokoitia
Choirokoitia (grec moderne : Χοιροκοιτία / Khirokitía) est un site archéologique du Néolithique situé dans le district de Larnaca, à Chypre. Il s'agit d'un ancien village, construit sur les pentes d'une colline partiellement entourée par un méandre de la rivière Maroni, et qui occupe une superficie d'environ 3 ha.
C'est l'un des sites néolithiques les mieux préservés de la partie orientale de la mer Méditerranée. Sa valeur réside principalement dans ce qu’il a révélé de la société de l’époque (entre 7000 et 4000 av. J.-C.), avec son organisation collective, ses vestiges alimentaires et culturels. Le site est inscrit au Patrimoine mondial de l'Unesco depuis 1998.

## Historique
Le site a été découvert en 1934 par Porphyrios Dikaios, directeur du département des antiquités de Chypre, qui a mené six campagnes de fouilles entre 1934 et 1946. D’autres fouilles eurent lieu au début des années 1970, interrompues en 1974 par l’invasion turque de l’île. Une mission française reprit les fouilles en 1976 sous la direction de l'archéologue français et chercheur au CNRS Alain Le Brun. En 2021, le site n'a toujours pas été entièrement fouillé.

## Chronologie
Le site chypriote plus ancien de Shillourokambos montre que l'île de Chypre a été peuplée par des paysans venus du continent dès le milieu du IXe millénaire av. J.-C.
Le village de Choirokoitia semble n'avoir été fondé qu'un peu plus tard, vers 7000 av. J.-C. Il fut abandonné brutalement autour de 6000 av. J.-C. Cette période est restée acéramique, alors que la poterie fut découverte au Levant au début du VIIe millénaire av. J.-C. Le village resta inoccupé pendant environ 1 500 ans, jusqu’à l’arrivée vers 4500 av. J.-C. d'une nouvelle population porteuse de la culture de Sotira et qui maîtrisait la poterie. Le village fut définitivement abandonné vers 4000 av. J.-C. ou peu après.

## Habitat
Le village est entouré d’un mur de pierre de 2,5 mètres d’épaisseur et allant jusqu'à 3 mètres de hauteur, dont l'entrée principale se trouve en haut de la colline.
Les bâtiments à l’intérieur de l’enceinte, de forme ronde, étaient construits en brique crue pour les murs et en pierre pour le soubassement, avec des toits plats. Ils présentent un diamètre extérieur compris entre 2,3 et 9,2 m. Chaque maison était composée de plusieurs bâtiments ronds, équipés de foyers ou de bassins, disposés autour d'une petite cour où se déroulaient les activités domestiques. L’intérieur des habitations était divisé en pièces d’usages divers, pour les réserves de nourriture, pour le travail, ou pour le logement. Certaines comportaient même des piliers de soutien pour des étages supérieurs.
La réalisation d'un tel village, selon un plan préconçu, révèle l'existence d'une organisation sociale collective, dont on connaît peu d’exemples similaires au Proche-Orient.

## Les habitants
La population du village est estimée entre 300 et 600 individus. Les habitants étaient de petite taille : les hommes mesuraient 1,61 m en moyenne et les femmes 1,51 m. L'espérance de vie était de 22 ans. Les morts étaient enterrés en position fœtale sous le sol des habitations.

## Mode de subsistance
Les habitants de Choirokoitia cultivaient des céréales, élevaient des moutons, des chèvres et des porcs. En complément, ils chassaient le cerf et cueillaient des fruits sauvages sur les arbres alentour.

## Vestiges archéologiques
On a découvert dans les tombes creusées sous les habitations de nombreux objets tels que des outils en silex ou en os, des récipients en pierre, et des statuettes anthropomorphes en pierre qui témoignent de l’existence de croyances religieuses complexes. La poterie en pierre inclut plateaux, pots, bols et cuillères. Elle est généralement décorée de dessins géométriques. Une seule a été trouvée décorée d'une figure humaine.

## Galerie

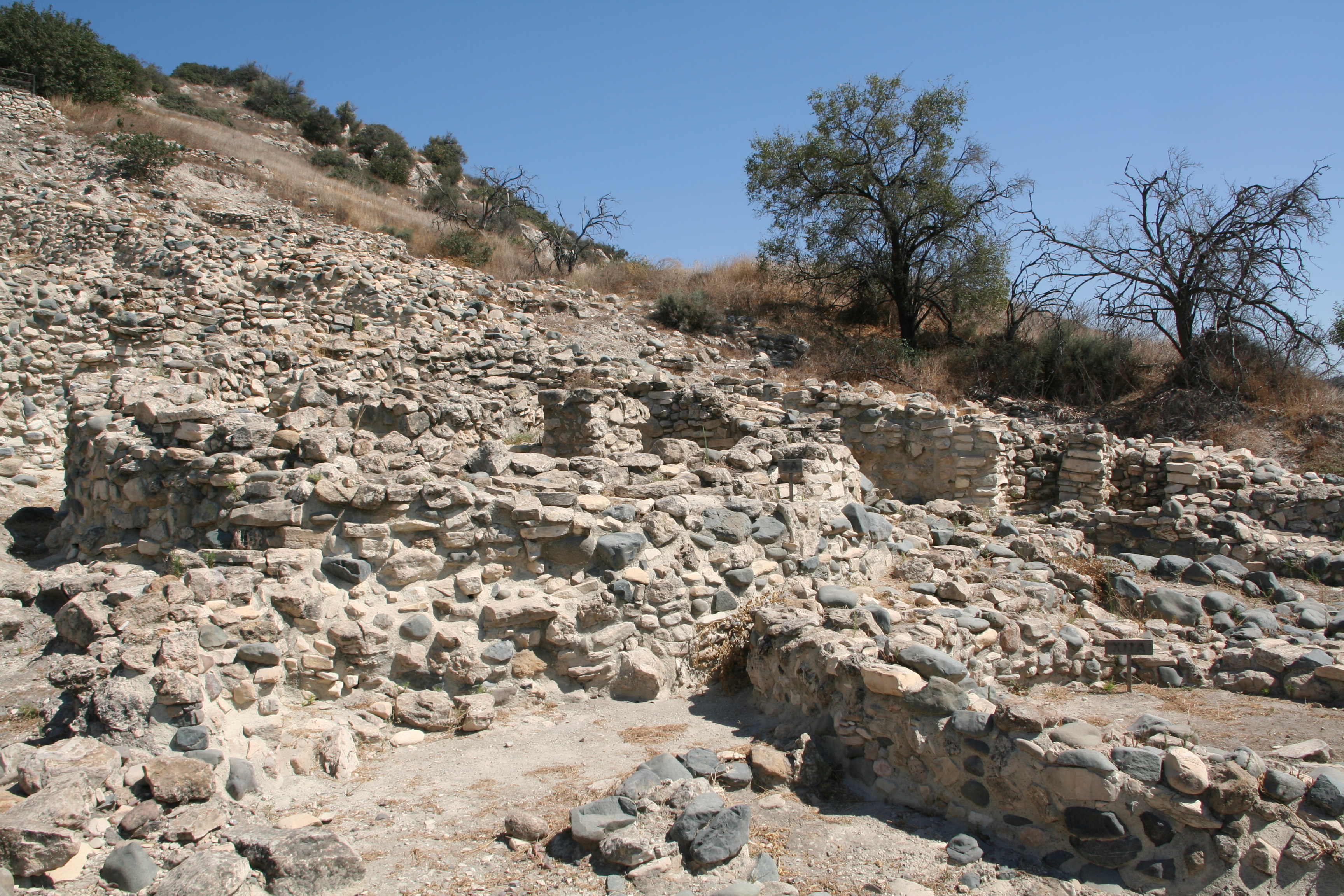
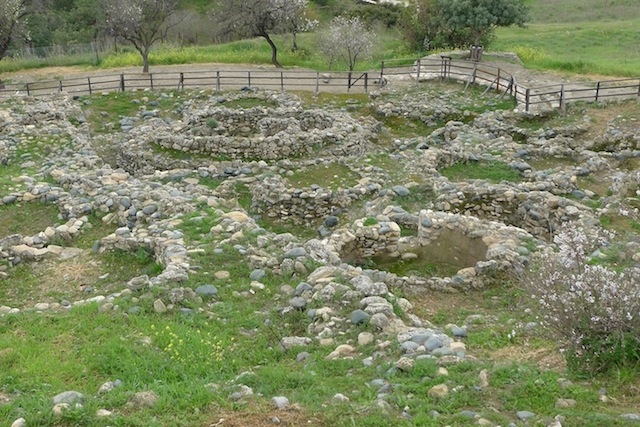
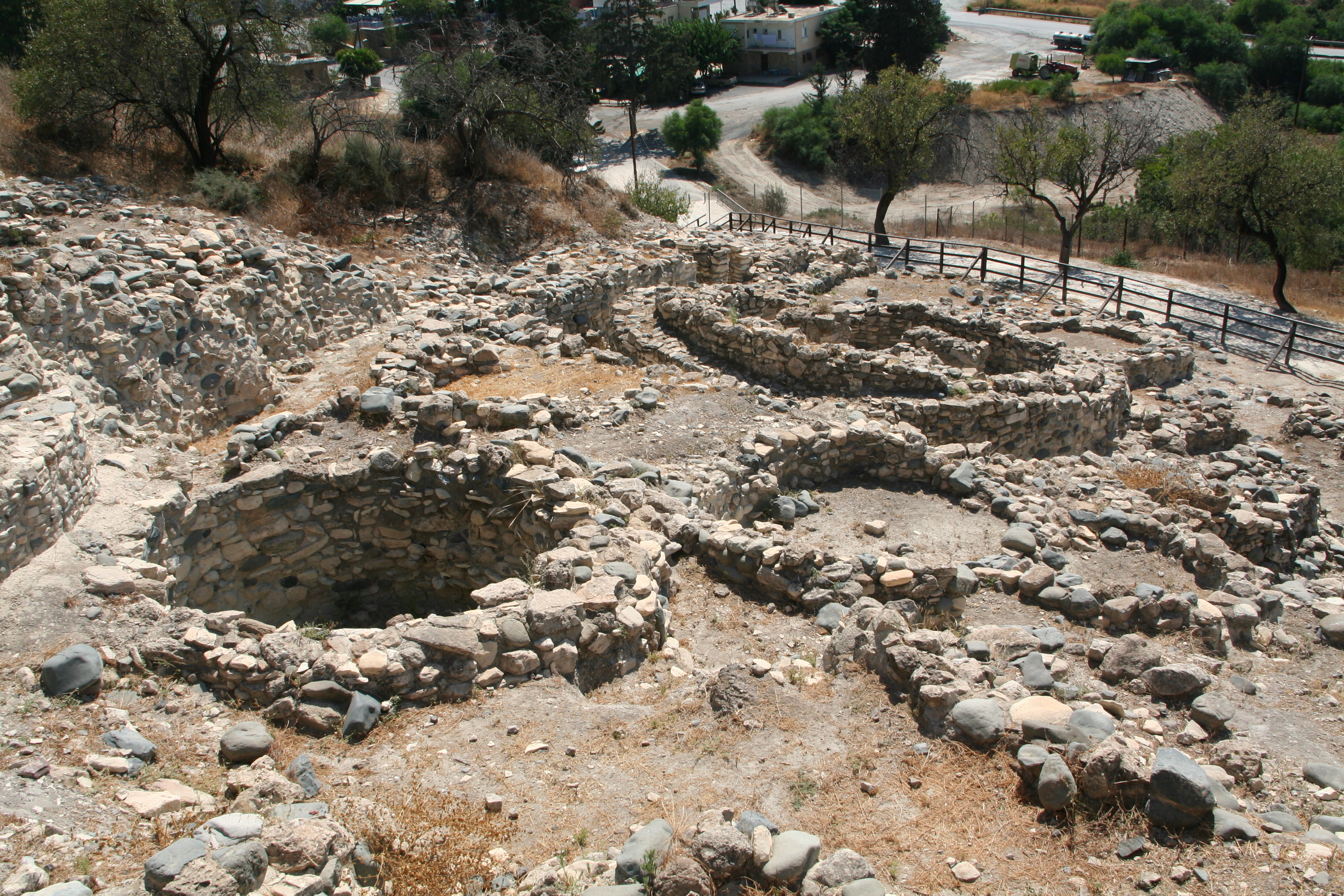
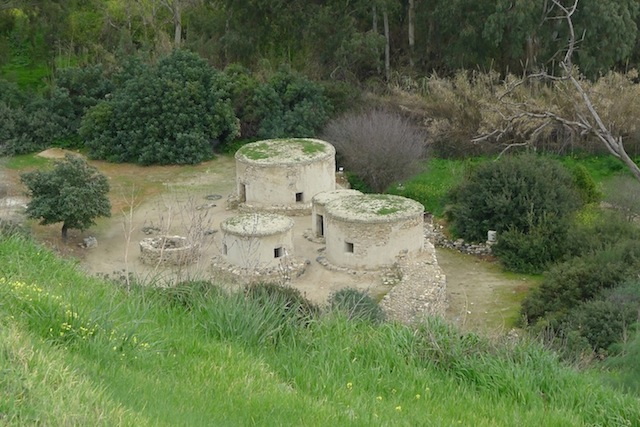
Maisons reconstituées
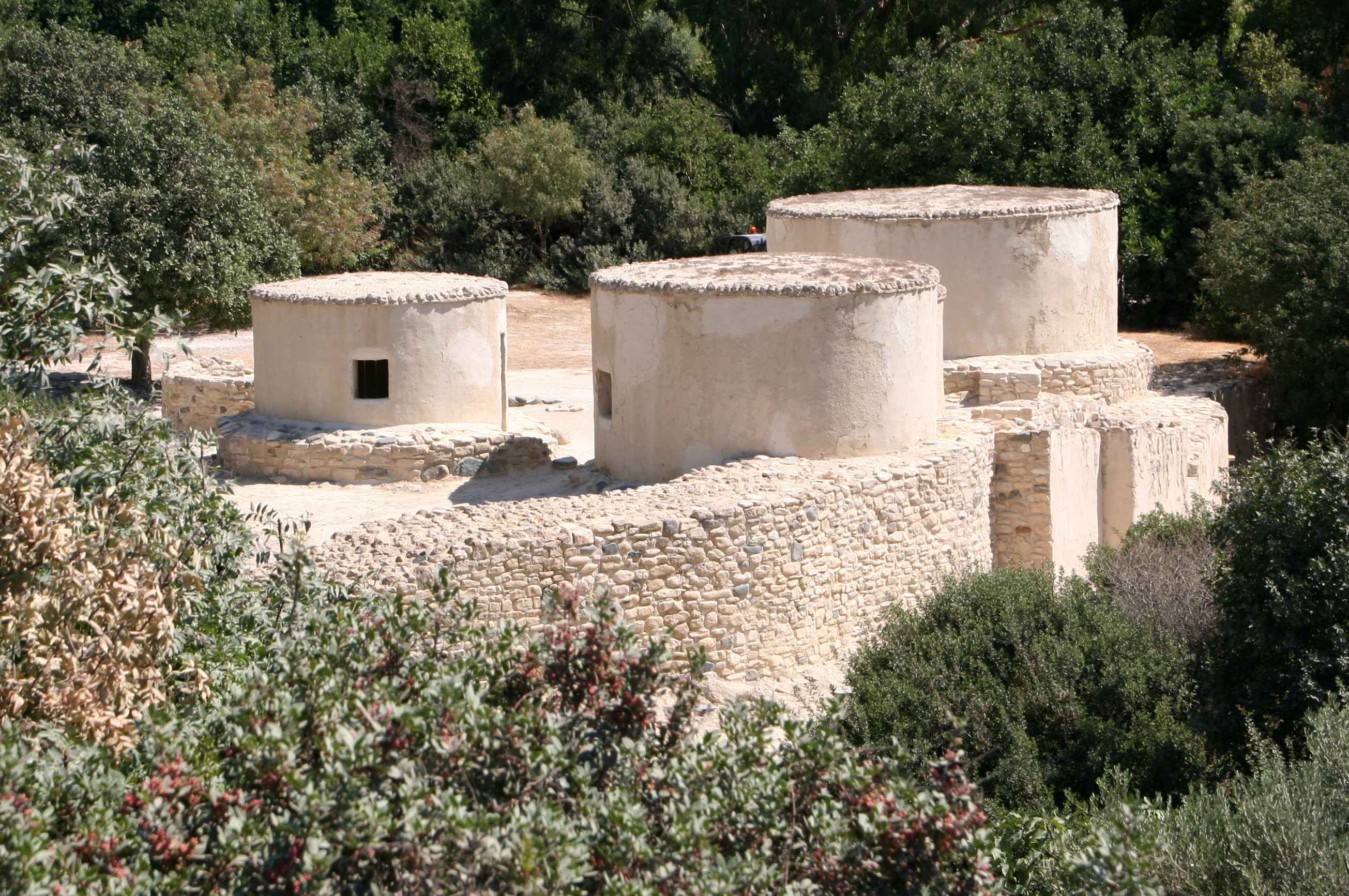
Maisons reconstituées
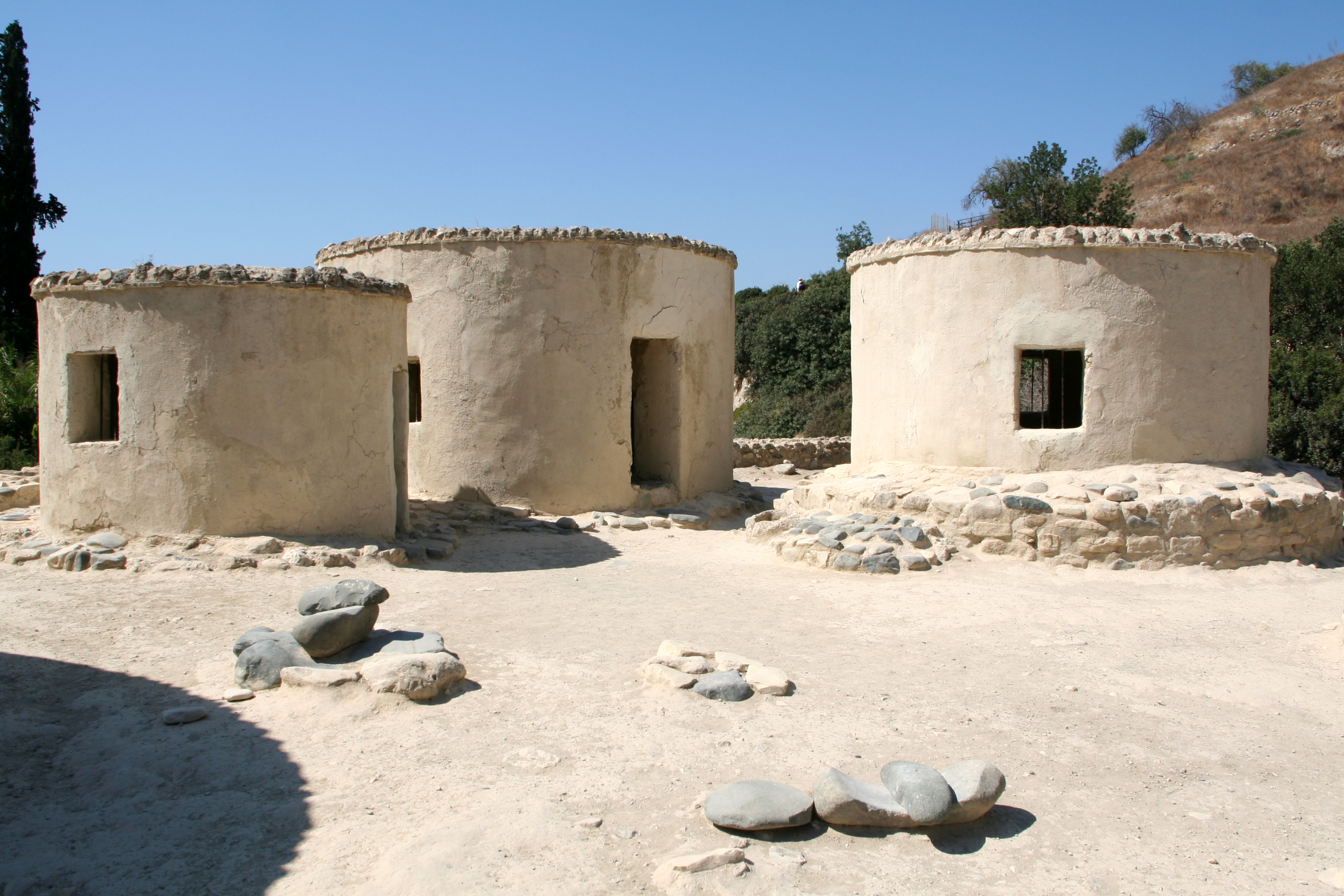
Maisons reconstituées
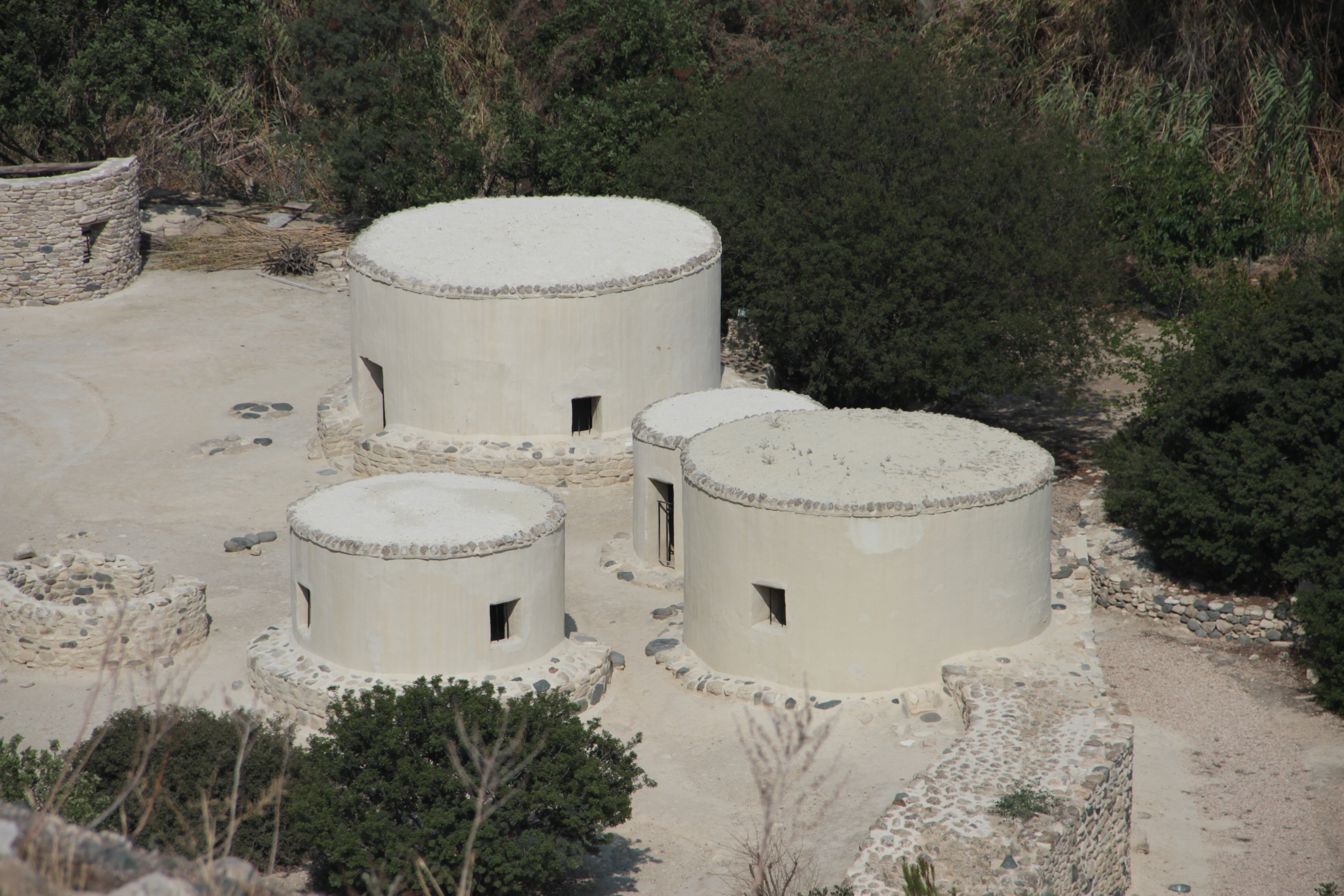
Maisons reconstituées
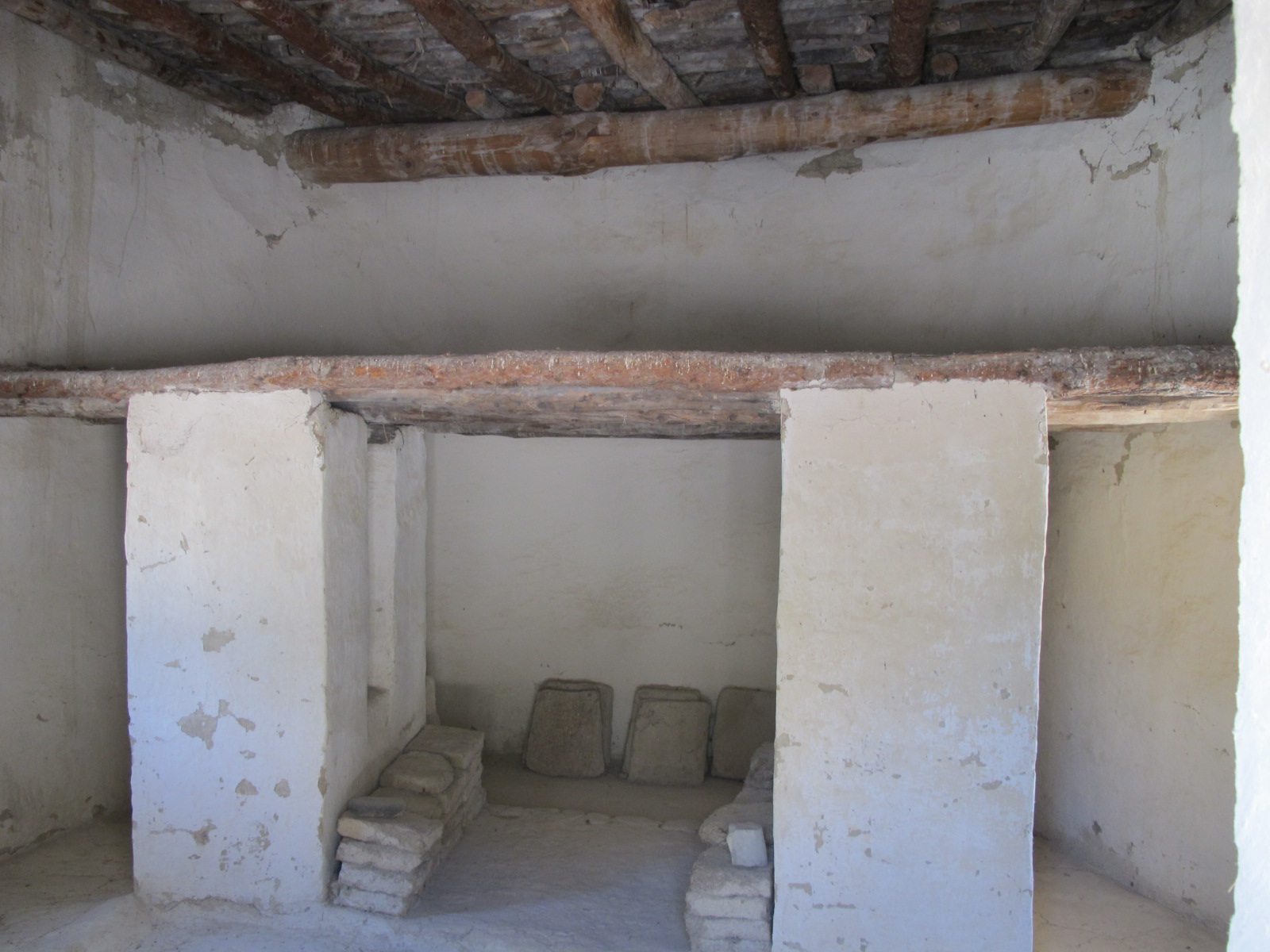
Intérieur reconstitué
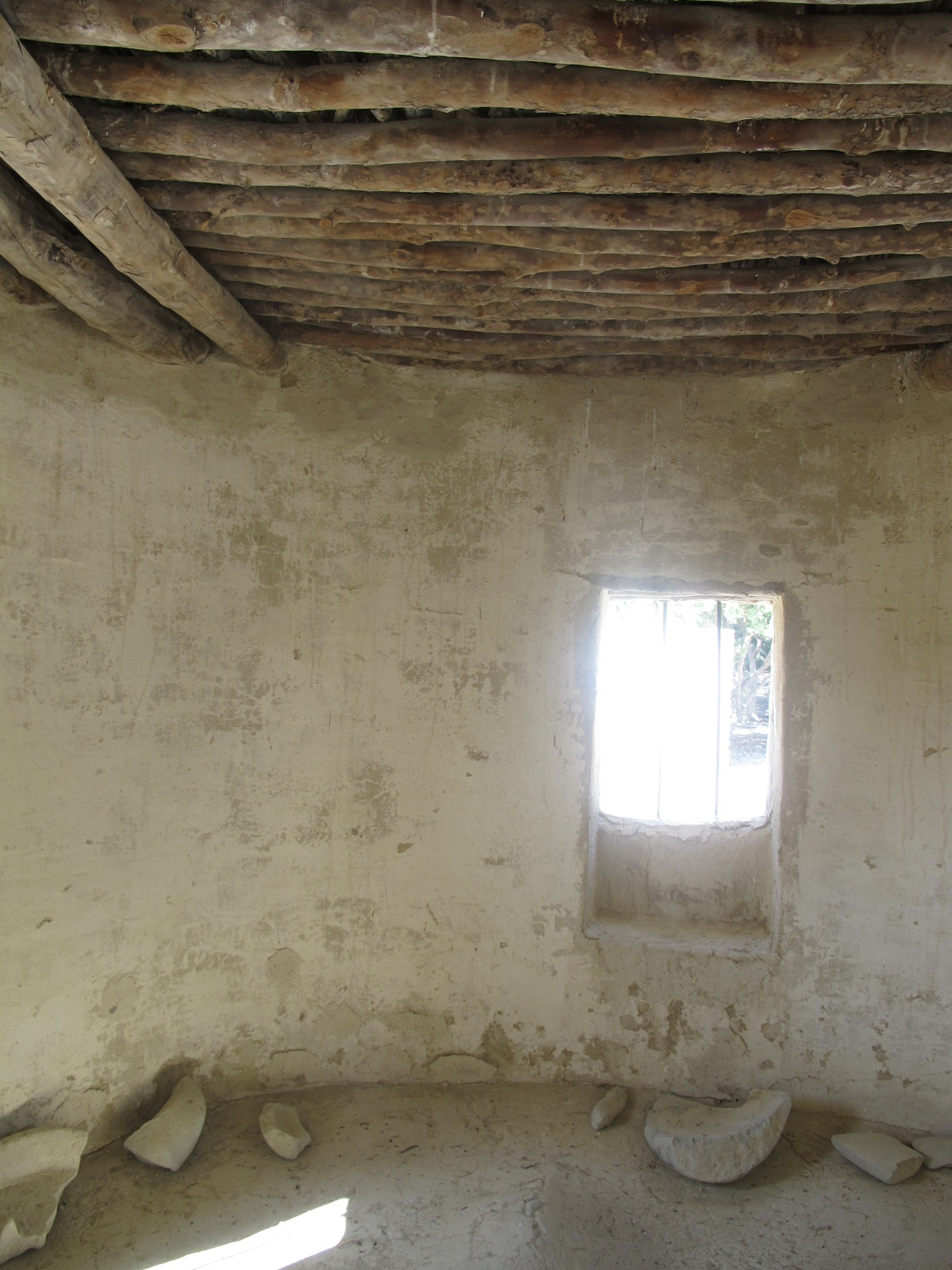
Intérieur reconstitué